# 李嘉音
李嘉音（1956年—），汉族，中华人民共和国政治人物、第十一届全国政协委员。
担任香港妇女基金会副会长、香港汉生堂药业有限公司董事长。2008年，当选第十一届全国政协委员，代表中华全国妇女联合会，分入第十九组。并担任社会和法制委员会专委。